# Schmuckamazilie
Die Schmuckamazilie (Polyerata decora, Syn.: Amazilia decora) ist eine Vogelart aus der Familie der Kolibris (Trochilidae). Das Verbreitungsgebiet dieser Art umfasst Teile der Länder Costa Rica und Panama. Der Bestand wird von der IUCN als nicht gefährdet (Least Concern) eingeschätzt.

## Merkmale
Die Schmuckamazilie erreicht eine Körperlänge von etwa 9,6 bis 10,4 cm, wobei die Männchen etwa 4,74 g wiegen. Lange wurde sie als Unterart der Blaubrustamazilie (Amazilia amabilis (Gould, 1853)) angesehen, doch hat sie einen längeren und breiteren Schnabel, sowie kürzere Flügel. Das Männchen hat einen geraden, mittellangen schwärzlichen Schnabel mit rötlicher Färbung an der Basis. Nacken, Oberkopf und Wangen glitzern grün mit einer leichten bläulichen Tönung. Die Oberseite und die Flanken sind mattgrün, das Kinn in der Mitte bronzefarben. Der untere Teil der Kehle und die Brust ziert ein königsblauer Fleck, der von gräulichen Flecken gesäumt ist. Der untere Teil des Bauchs ist gräulich braun, die Unterschwanzdecken in der Mitte braun. Die Oberschwanzdecken und der Schwanz sind bronzegrün, haben selten auch an den Schwanzdecken und mittleren Steuerfedern einen mattgrünen mit etwas purpurnem Schimmer. Bei den äußeren Steuerfedern wird die Färbung schwärzlich. Das Weibchen glitzert grün am Oberkopf. Statt des deutlichen Kehlflecks hat sie zerstreute türkis bis bläuliche Federn mit breiten weißen Säumen. Der Bauch ist blasser, als beim Männchen. Die Steuerfedern weisen gräuliche Flecken auf. Die Oberschwanzdecken und der Schwanz wirkt grüner und beinhaltet weniger bronzen violette Färbungen. Jungvögel ähneln den Weibchen, wobei der Oberkopf, die Kehle und die Brust matt bronzegrün ist und sie breite blasse gelbbraune Fransen an den Federn aufweisen.

## Verhalten und Ernährung
Ihren Nektar holen sie von den Blüten der Gattung Inga, der zu den Rötegewächsen gehörenden Gattung Hamelia, aber auch an anderen Büschen und Bäumen. Außerdem fliegen sie Epiphyten wie Satyria sowie Helikonien an. Es kommt vor, dass sie ihr Revier verteidigen.

## Lautäußerungen
Ihr Gesang ist recht variable. Typischerweise besteht er aus wiederholten hellklingend klirrenden Tönen, die sich z. B. wie twi-ti-tli … twi-ti-tli... oder tlwi-tit...tlwi-tit anhören. Die Laute beinhalten auch ein trockenes tsik und ein rasselndes trr, die bei der Interaktion mit Artgenossen wie ein murmelndes Trällern klingt. Dabei sitzen sie fast ganzjährlich, außer in der Trockenzeit, auf Zweigen in 2 bis 6 Meter Höhe.

## Fortpflanzung
Die Brutsaison ist in Costa Rica von Dezember bis Januar, von Mai bis Juli und gelegentlich auch bis August. An einem Lek können sich bis zu 12 Schmuckamazilien einfinden. Der tiefe Nestkelch wird geschickt unter Pflanzen angebracht. Zum Bau verwenden sie Bastfasern, Spinnweben und manchmal Baumfarnschuppen. Diese verzieren sie spärlich mit Flechtenstücken. Die Nester befinden sich an horizontalen Baum- oder Buschzweigen, die sich in zwei bis vier Meter Höhe über dem Boden befinden.

## Verbreitung und Lebensraum

Verbreitungsgebiet der Schmuckamazilie

Die Schmuckamazilie  lebt an Waldrändern, in offenen Waldlandschaften, im Dickicht, in Sekundärvegetation, an Lichtungen, an Auenvegetation, Plantagen usw. Außerdem besuchen sie auch Gärten, in denen blühende Bäume stehen. Generell sind sie häufiger im offenen Gelände präsent. Sie meiden das Waldinnere oder dichten Wald. Oft kann man sie an Bächen und Flüssen beobachten. Sie bevorzugt Tiefebenen und submontane Zonen an den Hängen der Cordillera de Talamanca und der Cordillera Central. Meist sind sie in den mittleren Höhenlagen zu finden. In Panama wurde sie in Höhenlagen bis zu 1580 Meter beobachtet, doch meist kommt sie nur unter 1200 Meter vor.

## Migration
Es sind wenig Daten zum Zugverhalten der Schmuckamazilie bekannt, doch dürfte es dem der Blaubrustamazilie ähneln. Diese zieht in vielen Gebieten unregelmäßig  weiter, was zu variabler Häufigkeit in der Präsenz in verschiedenen Gebieten führt. Gelegentlich verschwindet die Schmuckamazilie in gewissen Gebieten in Costa Rica komplett und kehrt unvorhersehbar wieder zurück.

## Etymologie und Forschungsgeschichte
Osbert Salvin beschrieb die Schmuckamazilie unter dem Namen Polyerata decora. Das Typusexemplar stammte aus der Provinz Chiriquí in Panama. 1862 führte Ferdinand Heine junior die neue Gattung Polyerata ein. Dieses Wort leitet sich vom griechischen πολυηρατος polyēratos für „sehr hübsch“ ab und setzt sich aus πολυς polys für „viel“ und ερατος eratos für „hübsch“ zusammen. Der Artname stammt vom lateinisches Wort »decorus, decor, decoris« für »schön, Grazie, Schönheit« ab.
Lange wurde die Art unter der Gattung Amazilia geführt. 1827 beschrieben René Primevère Lesson und Prosper Garnot die Rostbauchamazilie unter dem Namen Orthorhynchus  Amazilia. Im Jahr 1843 führte Lesson dann den neuen Gattungsnamen Amazilia für den Goldmaskenkolibri, den Streifenschwanzkolibri, die Zimtbauchamazilie (Syn.: Ornysmia cinnamomea), den Blaukehl-Sternkolibri (Syn.: Ornymia rufula) und die Longuemare-Sonnennymphe ein. Die Rostbauchamazilie (Amazilia amazilia) erwähnte er nicht. Der Name stammt aus einem Roman von Jean-François Marmontel, der in Les Incas, Ou La Destruction De L'empire Du Pérou von einer Inkaheldin namens Amazili berichtete.